# Саветник
Саветник је стручни назив за едукованог терапеута који води процес саветовања. Погрешно је схватање да је саветник особа која даје савете или упутства којих се клијенти морају придржавати. То је Појам се у стручној пракси односи на високошколоване професионалце из области менталног здравља, социјалног рада, образовања и права, мада га могу користити и тренирани волонтери и професионалци других хуманистичких наука, уз правилно усмеравање и групну структуру. Саветник је особа која уме да успостави добар људски однос са клијентом кога безусловно прихвата и поштује као личност и обезбеђује сарадњу.